# Åke "Bajdoff" Johansson

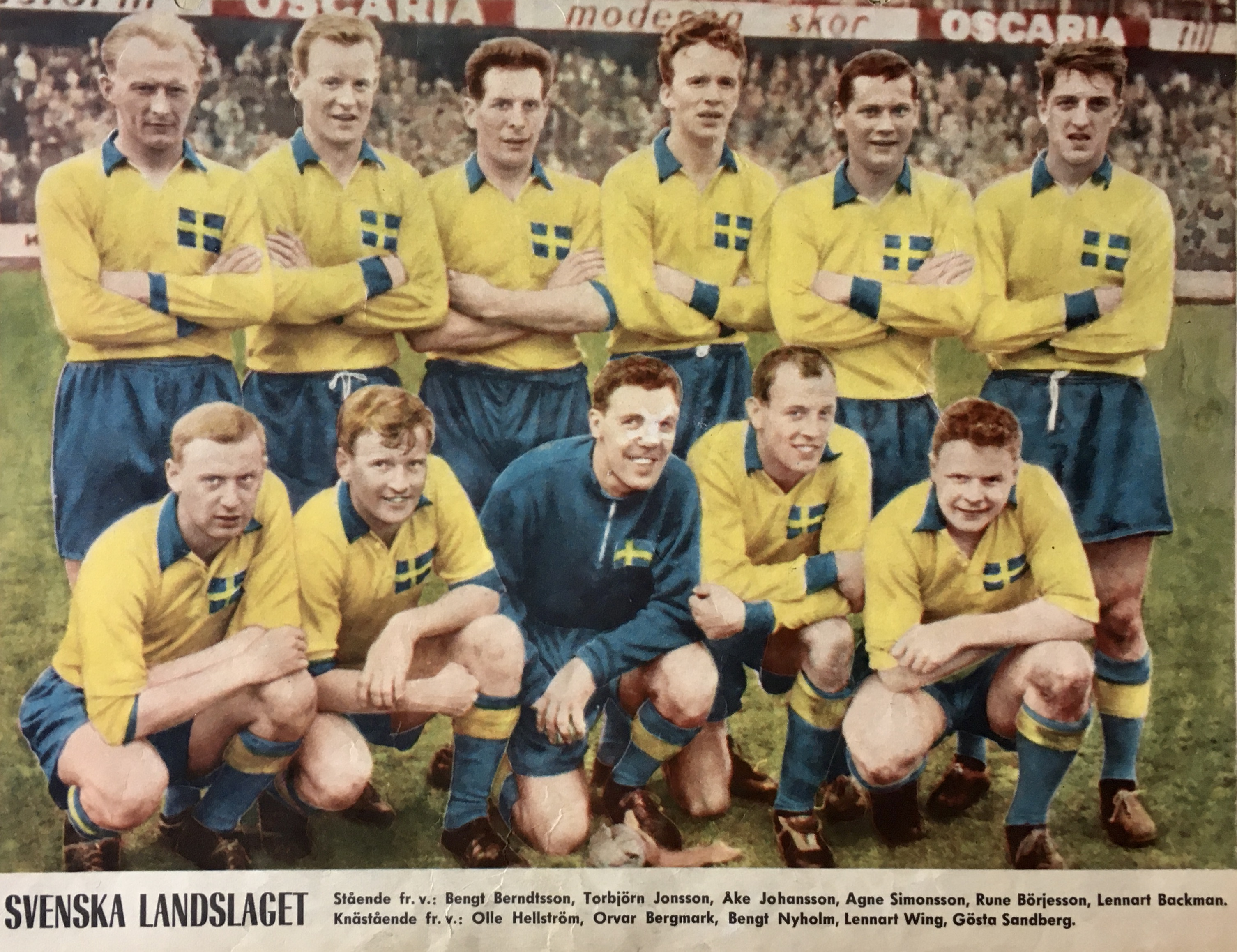
Det svenska herrlandslaget i fotboll, som den 28 maj 1961 segrade med 4-0 över Schweiz. I det svenska laget ingick följande spelare – stående från vänster: Bengt "Fölet" Berndtsson, Torbjörn Jonsson, Åke "Bajdoff" Johansson, Agne Simonsson, Rune Börjesson, Lennart Backman. Knästående från vänster: Olle "Lill-Lappen" Hellström, Orvar Bergmark, Bengt "Zamora" Nyholm, Lennart Wing och Gösta "Knivsta" Sandberg.

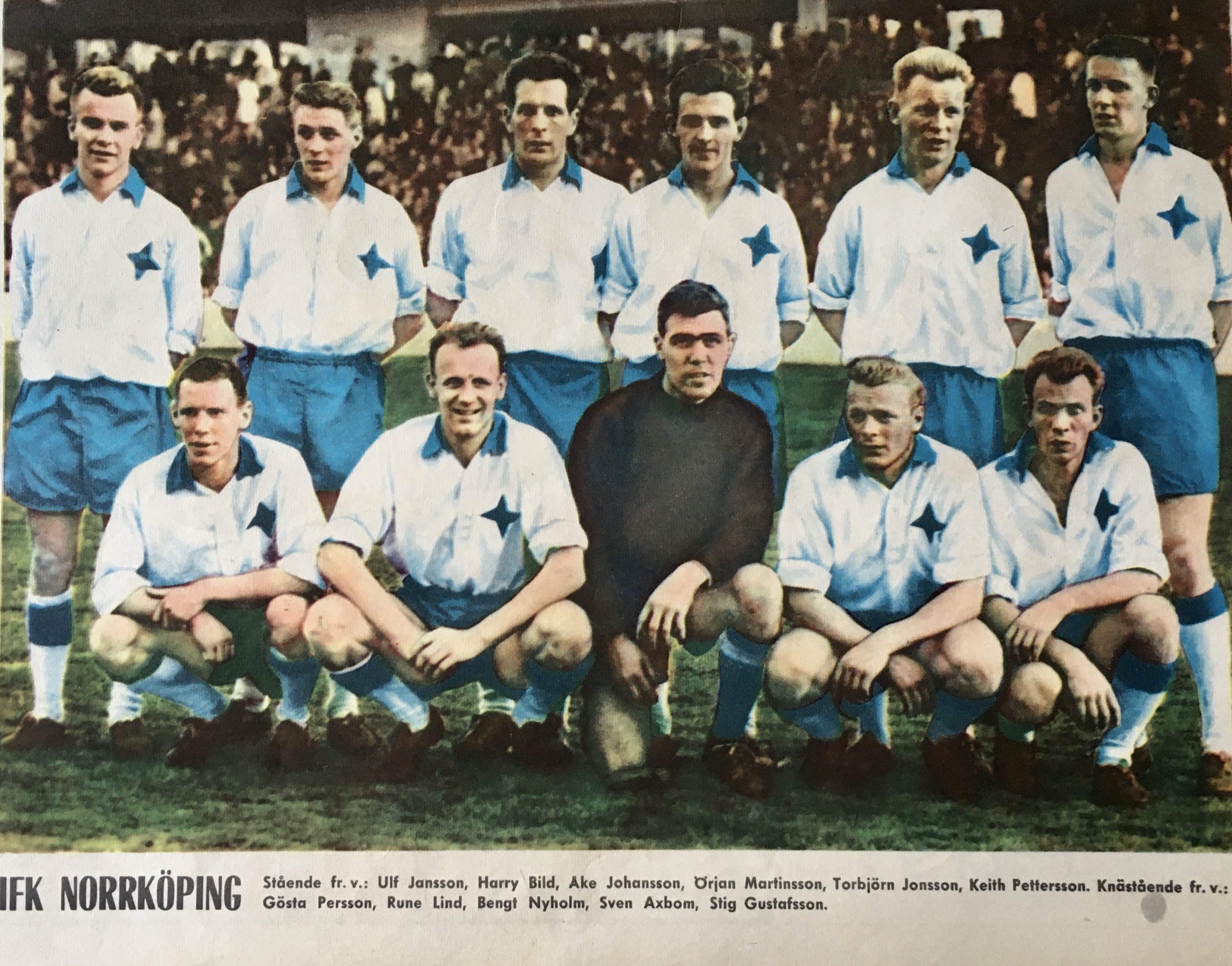
IFK Norrköpings mästarlag 1960 med Guldbollen-vinnarna Åke "Bajdoff" Johansson (1957), Torbjörn Jonsson (1960), Bengt "Zamora" Nyholm (1961) och Harry Bild (1963).

Åke Bernhard "Bajdoff" Johansson, född 19 mars 1928 i Norrköping, död 21 december 2014 i Norrköping, var en svensk fotbollsspelare.
"Bajdoff" var centerhalv i IFK Norrköping och svenska landslaget under 1950- och 1960-talen. Hans yrke var teletekniker och under några år bensinstationsföreståndare. Johansson spelade 53 A-landskamper (1955–1965) och tilldelades Guldbollen 1957. Värt att anmärka är att man på den tiden bara kunde få den en gång. Han var med i det landslag som tog silver i VM 1958 i Sverige.

## Biografi

### Bakgrund och klubbfotboll
Han fick sitt smeknamn "Bajdoff" redan som barn hemma på Bredgatan i Norrköping. Anledningen var att han var mindre till växten än sina kamrater. Smeknamnet myntades av den fyra år äldre Carl-Ewert Österberg, sedermera generalsekreterare i svenska bordtennisförbundet och politiker för Folkpartiet.
Enligt Johansson själv gjorde han uppehåll med all fotboll från 15 till 18 års ålder för att istället syssla med gymnastik. Det är ovanligt för en blivande landslagsman i fotboll men förklarar delvis hans eleganta spelstil.
Bland sportjournalister räknas han som en av de allra bästa svenska spelarna i sin generation som aldrig blev proffs. Han var trogen IFK Norrköping genom hela karriären. Han är klubbens meste spelare och har spelat fler än 600 matcher, varav 321 allsvenska matcher. Under hans 16 säsonger i Allsvenskan kom IFK Norrköping på medaljplats 13 gånger och blev svenska mästare sex gånger. Han är tillsammans med Krister Kristensson i Malmö FF den utespelare som har flest medaljplatser.
Johansson var lagkapten såväl i klubblaget som i landslaget.

### Landslaget
Sportjournalister som Lennart Hyland refererade till hans eleganta spelstil, glidtacklingar och säkra huvudspel. Ett bra exempel är landskampen Jugoslavien-Sverige i Europacupen 1963, som anses vara en av hans bästa landskamper.
Av hans 53 landskamper var 30 så kallade tävlingsmatcher, Europacupen för landslag (1962-1964), ingen förlust, VM kval (1960-1965), en förlust och Nordiska Pokalen (1955-1965), fyra förluster.
Han spelade i landslaget under förbundskaptener från "Putte" Kock till Lennart Nyman.
Han har spelat mot sådana storheter som Pelé, Garrincha, Raymond Kopa, Ferenc Puskás, Alfredo Di Stéfano, Eusebio och Bobby Charlton.

### Övrig verksamhet
Johansson har även spelat en landskamp i ishockey och spelade flera säsonger i Allsvenskan (då högsta serien) för IFK Norrköping.
”Bajdoff” arbetade under många år inom nuvarande Telia med att installera telefonsystem. En kund i en kommun, som apropå de största personligheter han mött, nämnde Påven, Kungen och Åke ”Bajdoff” .
2007 skrev han sina memoarer.

## Betydelse
"Bajdoff" personifierar IFK Norrköpings stora framgångar under 1950- och 1960-talen, inte minst genom ett effektivt samarbete med målvakten Bengt "Zamora" Nyholm. De spelade närmare 600 matcher tillsammans. Han omnämns tillsammans med Bengt "Zamora" Nyholm i låten "Alice" på albumet Himmelska dagar (1987) av Eldkvarn. Låtens huvudperson minns en parad i Norrköping från sin barndom.
År 2014 blev han invald i Svensk fotbolls Hall of Fame med motiveringen:
| ” | Åke var den självklare ledaren på plan med en elegant och smidig spelstil kombinerat med glidtacklingar och starkt huvudspel. Spelförståelsen innebar att han kunde vända en glidtackling till en kontring. Har flest Allsvenska medaljer bland utespelare, 13 stycken. | „ |